# Achille Coillot
Achille Coillot est un homme politique français né le 11 août 1832 à Montbozon (Haute-Saône) et décédé le 25 octobre 1920 à Montbozon.

## Biographie
Médecin, il est conseiller municipal de Montbozon et maire de 1872 à 1900. Révoqué après le 24 mai 1873 et le 16 mai 1877 pour ses convictions républicaines, il retrouve à chaque fois son siège peu de temps après. Il est conseiller général de 1877 à 1900 et sénateur de la Haute-Saône de 1893 à 1900, siégeant au groupe des Républicains progressistes. En 1900, violemment attaqué par la presse de droite, il n'est pas reconduit comme sénateur. En net recul, la même année, aux élections cantonales, il se retire de la vie politique, abandonnant ses mandats.

## Sources
- « Achille Coillot », dans le Dictionnaire des parlementaires français (1889-1940), sous la direction de Jean Jolly, PUF, 1960 [détail de l’édition]